# Robert W. Gibson
Robert W. Gibson (1854, Inglaterra-1927, Nueva York) fue un arquitecto eclesiástico estadounidense nacido en Inglaterra activo en el estado de Nueva York de finales del siglo XIX y principios del XX. Diseñó varias iglesias grandes de Manhattan y varias residencias destacadas y edificios institucionales. Entre sus obras se encuentran la Casa de Morton F. Plant y la Church Missions House en Nueva York

## Vida y carrera
Robert Williams Gibson nació el 17 de noviembre de 1854 en Aveley, Essex, Inglaterra, hijo de Samuel Lodwick Gibson y Eliza (Williams) Gibson. En 1875 ingresó en la escuela de arquitectura de la Royal Academy of Arts de Londres, graduándose en 1879. Habiendo recibido una beca de viaje, pasó los siguientes dos años viajando por Europa. Emigró a Estados Unidos en 1881, estableciéndose inicialmente en Albany. Durante sus primeros cuatro años en los Estados Unidos, trabajó en sociedad con William Pretyman, decorador y diseñador, como Gibson & Pretyman. Esta sociedad se disolvió en 1884, después de lo cual trabajó de forma independiente durante el resto de su carrera.
La disolución de la sociedad de Gibson coincidió con el inicio de la construcción de la nueva Catedral Episcopal de Todos los Santos en Albany, habiendo ganado un concurso el año anterior. Un proyecto del obispo William Croswell Doane, el edificio fue la primera catedral episcopal estadounidense concebida a la escala de sus contrapartes europeas. La catedral se iba a construir en fases, la primera de las cuales se completó en 1888. En ese momento, todo el edificio estaba construido solo a una altura de cuarenta pies, con un techo temporal. Se omitió todo ormanente exterior innecesario. Gibson supervisó una segunda fase a partir de 1902, y el coro y el santuario se completaron en toda su altura en 1904. En esta época también se construyó una sala capitular. Aunque se planeó más trabajo, la construcción del vecino Edificio de Educación del Estado de Nueva York y la muerte de Doane impidieron cualquier trabajo de construcción adicional, y la catedral está permanentemente incompleta.
En 1888, tras completadr la primera fase de la catedral y recibir el encargo de diseñar un banco para la United States Trust Company en Nueva York, Gibson se mudó allí. A partir de estos dos proyectos desarrolló especialidades en ambos tipos de edificios, y fueron un pilar de su práctica durante casi treinta años. Gibson practicó la arquitectura en Nueva York hasta al menos 1915, aparentemente retirándose después.
Tras ganar el concurso de Albany, Gibson participó, pero no ganó, en al menos tres concursos de diseño más para iglesias importantes. Su entrada en el concurso de 1889 para diseñar la Catedral de San Juan el Divino en Nueva York se basó en una variedad de fuentes, con un efecto general del período Decorado de la arquitectura gótica inglesa. En 1902 entró en el concurso preliminar para diseñar la Catedral de Liverpool, pero nada se sabe de su propuesta. Por último, en 1906 se presentó al concurso para diseñar la nueva Iglesia Episcopal de Santo Tomás en Nueva York. A diferencia de sus competidores, que proponían plantas lineales con entradas en la Quinta Avenida, Gibson diseñó un edificio de planta semicircular que daba a la calle 53. Su fachada se basó en el frente oeste de la catedral de Peterborough, con posibles influencias de la Catedral de Ely. Otros concursos en los que participó incluyeron el New York Stock Exchange Building y la Alexander Hamilton U.S. Custom House, que ganó Cass Gilbert. Varios competidores, incluido Gibson, alegaron que Gilbert había conspirado con el arquitecto supervisor del Tesoro James Knox Taylor, su antiguo socio comercial, para que le adjudicaran el encargo.
Gibson se unió al American Institute of Architects en 1885 como becario. Fue miembro de la junta directiva de AIA y sirvió dos mandatos como presidente de la Architectural League of New York.

## Vida personal
Gibson se convirtió en ciudadano naturalizado de los Estados Unidos en 1887. Tras mudarse a Nueva York, se casó con Caroline Hammond en 1890. Tuvieron cuatro hijos: Robert Hammond Gibson, Lydia Gibson, Katherine (Gibson) Van Cortlandt y Hester (Gibson) Huntington. Su hijo, R. Hammond Gibson, era historiador naval. Lydia, su hija mayor, era una artista que se convertiría en una destacada activista socialista y estaba casada con el líder comunista Robert Minor. Hester, la más joven, era menos pública con su política, pero participó en el trabajo de International Labor Defense y fue noticia en 1939 cuando rescató al líder comunista encarcelado Earl Browder.
Gibson era miembro de la Century Association y del Seawanhaka Corinthian Yacht Club.
En 1923, ya jubilado, Gibson publicó The Morality of Nature, una obra filosófica. Murió el 17 de agosto de 1927 en su casa de Woodbury.

## Legado
Al menos once de las obras de Gibson se han incluido en el Registro Nacional de Lugares Históricos de los Estados Unidos, y otras contribuyen a los distritos históricos incluidos. Seis más están designados como Monumentos Históricos de la Ciudad de Nueva York.
- Lodge,[12] Cementerio Rural de Albany, Albany (1882)[2]
- Mausoleum of John Augustus Griswold,[13] Oakwood Cemetery, Troy (1883)[14]
- Chapel,[12] Cementerio Rural de Albany, Albany (1884)[2]
- Catedral Episcopal de Todos los Santos,[15] Albany (1884–88 and 1902–04)[3]
- CasaGeorge Evans, Albany (1884, demolida)[2]
- CasaJames E. Craig,[16] Albany (1885)[2]
- Casa parroquial de la Iglesia Episcopal de la Ascensión (antigua), Brooklyn (1885, altered 1985 and 2018)[17]
- CasaWilliam E. Spier, Glens Falls (1886, demolida)[18]
- Iglesia Episcopal de la Trinidad (antigua), Gloversville (1886)[19]
- National Commercial Bank Building,[20] Albany (1887)[2]
- "Notleymere" for Frank L. Norton, Cazenovia (1887–88, NRHP 1991)[19]
- Troy Club, Troy (1887–88, demolido 1981)[14]
- Iglesia Episcopal de Cristo, Herkimer (1888)[19]
- Casa parroquial de la Iglesia Episcopal de Cristo, Rochester (1888, demolida 1923)[21]
- Reconstrucción de la Catedral Episcopal de San Pablo, Búfalo (1888–89, NRHP 1973, NHL 1987)[22]
- Iglesia Episcopal de San Esteban, Olean (1888–90, NRHP 2001)[23]
- United States Trust Company Building, Nueva York (1888, demolido)[24]
- 88 White Street, Nueva York (1889)[25]
- Monumento de Amasa J. Parker,[12] Cementerio Rural de Albany, Albany (1889)[2]
- Child's Hospital, Albany (1890, demolido 1960)[26]
- Greenwich Savings Bank Building, Nueva York (1890, demolido)[27]
- Iglesia en Memoria de Randall, Sailors' Snug Harbor, Staten Island (1890–92, demolida)[1]
- Snug Harbor Music Hall,[28] Sailors' Snug Harbor, Staten Island (1890–92)[1]
- Iglesia Episcopal de San Miguel, Nueva York (1890-91, NRHP 1996, NYCL 2016)[29]
- Grace Episcopal Church, Plainfield (1891–92, NRHP 2002)[30]
- Seawanhaka Corinthian Yacht Club, Oyster Bay (1891–92, NRHP 1974)[31]
- Rhode Island Hospital Trust Company Building (antiguo), Providence (1891, demolido)[32]
- Iglesia Episcopal de la Trinidad,[33] Ossining (1891)[19]
- West End Collegiate Church, Nueva York (1891–92, NRHP 1980, NYCL 1967)[34]
- Christ Episcopal Church, Rochester (1892–94, NRHP 2008)[21]
- Church Missions House,[35] Nueva York (1892–94, NRHP 1982, NYCL 1979)[36]
- Iglesia Episcopal de San Juan, Northampton (1892–93)[37]
- Iglesia Episcopal de Cristo,[38] Corning (1893–95)[2]
- New York Eye and Ear Infirmary, Nueva York (1893 et seq.)[39]
- Norwich Savings Society Building,[40] Norwich (1893–95)[1]
- Coffee Exchange Building, Nueva York (1894, demolido)[41]
- New York Clearing House Association Building, Nueva York (1894–96, demolido)[42]
- Bank of Buffalo Building, Búfalo (1895, demolido)[43]
- Onondaga County Savings Bank Building,[44] Syracuse (1896–97)[45]
- LuEsther T. Mertz Library Jardín Botánico de Nueva York, Bronx (1897–1901, NYCL 2007)[46]
- Iglesia Episcopal de San Lucas (antigua), Mechanicville (1897–98)[1]
- Savings Bank of Utica Building,[47] Utica (1898)[48]
- Iglesia Episcopal del Buen Pastor,[49] Raleigh (1899–1914)[50]
- Hearst Hall, National Cathedral School, Washington D. C. (1899–1900)[51]
- Glastonbury Cathedra de la Catedral Nacional de Washington,[53] Washington D. C. (1901)[52]
- Merchants' and Mechanics' Bank Building, Scranton (1901, demolido)[54]
- Martha Washington Hotel, Nueva York (1901–03, NYCL 2012)[55]
- "Branford House" for Morton F. Plant, Groton (1902–04, NRHP 1984)[56]
- Casa parroquial de la Iglesia Episcopal de San Miguel, Nueva York (1902)[57]
- Utica City National Bank Building,[58] Utica (1902–04)[59]
- Casa de Morton F. Plant, Nueva York (1903–05, NRHP 1983, NYCL 1980)[60]
- Newark Charitable Eye and Ear Infirmary, Newark (1903, demolida)[61]
- First National Bank Building,[63] Minéapolis (1905–06, demolido 1914)[64]
- Colonial Club,[65] Princeton (1905–06)[66]
- Griswold Hotel, Groton (1905–06, demolido 1969)[67]
- Albert Lindley Lee Memorial Hospital, Fulton (1909, demolido)[68]
- Rectoría de la Iglesia Episcopal de San Miguel, Nueva York (1912)[69]
- "Yeadon" for George Bullock, Oyster Bay (1913, demolido 1996)[70]
- Soo Line Building,[71] Minéapolis (1914–15)[72]

## Galería

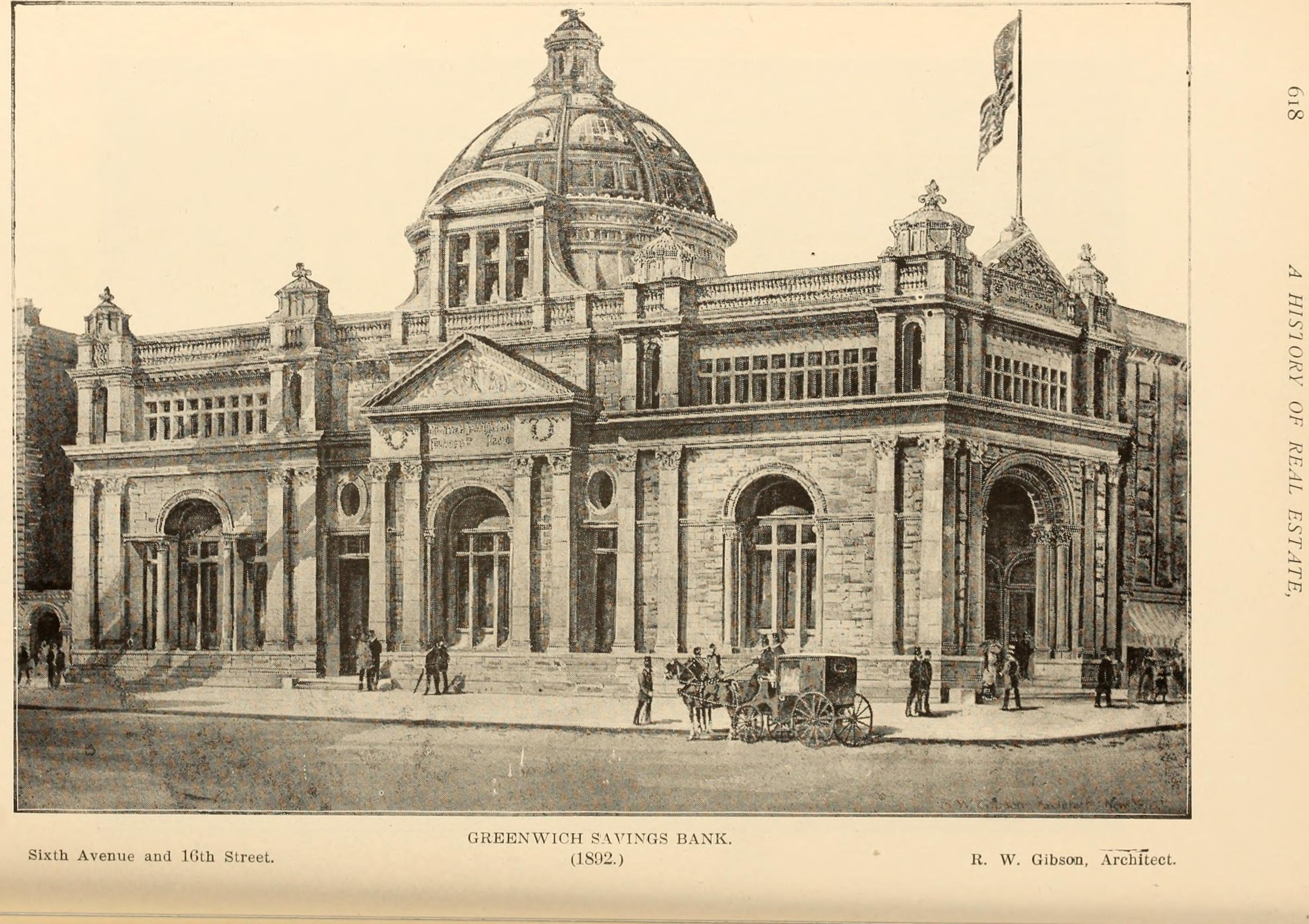
Greenwich Savings Bank Building (1890, demolido)
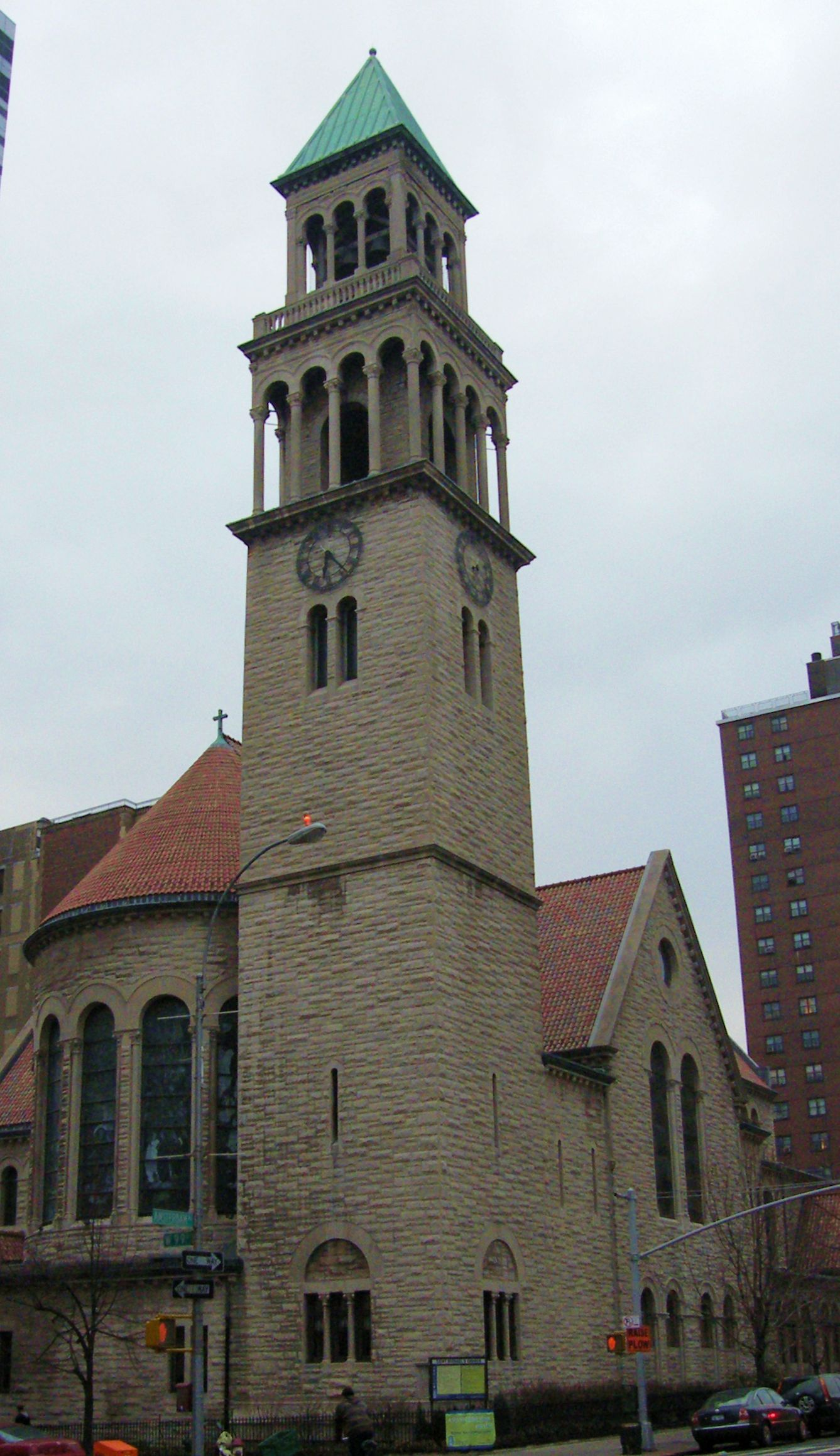
Iglesia de San Miguel (1891)
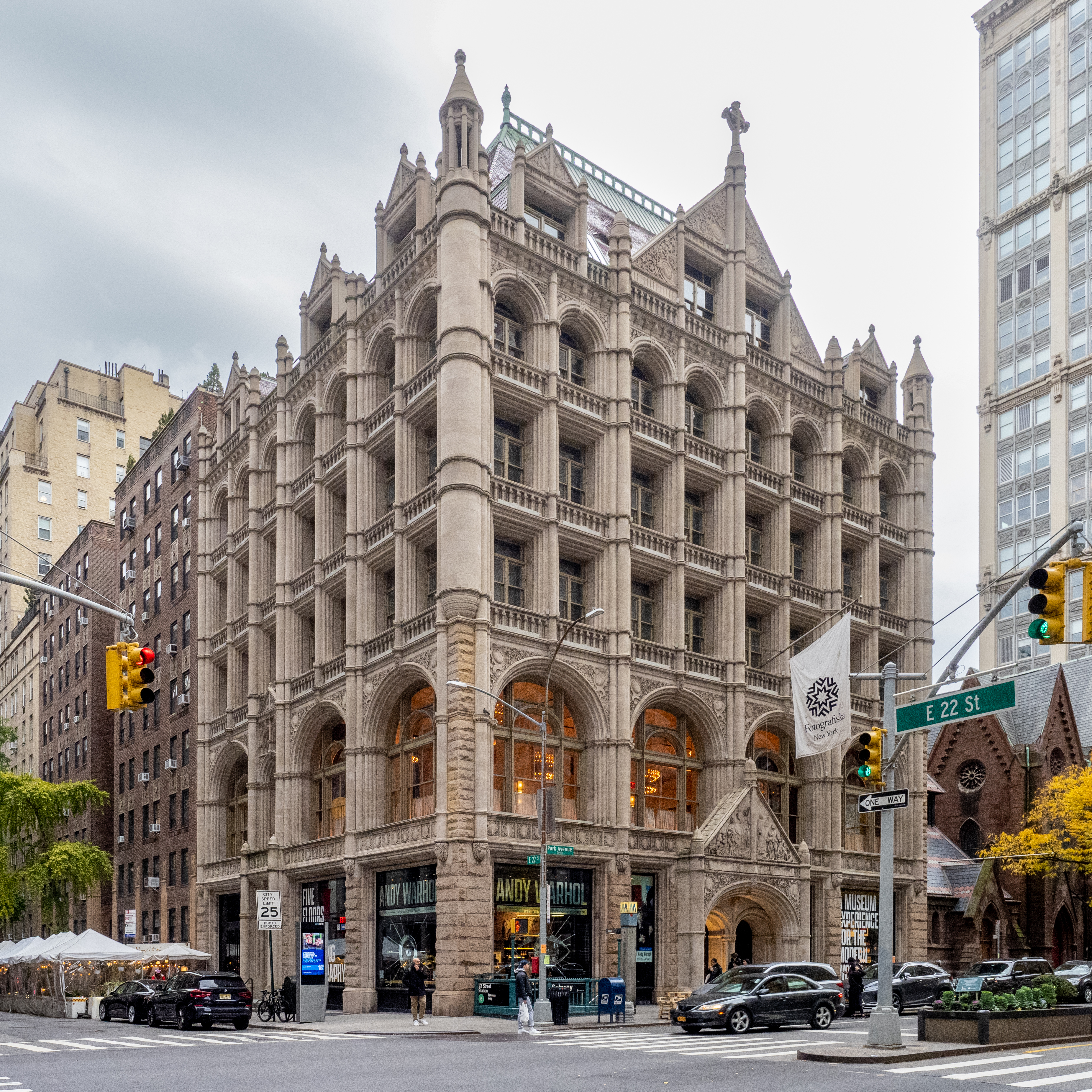
Church Missions House (1894)
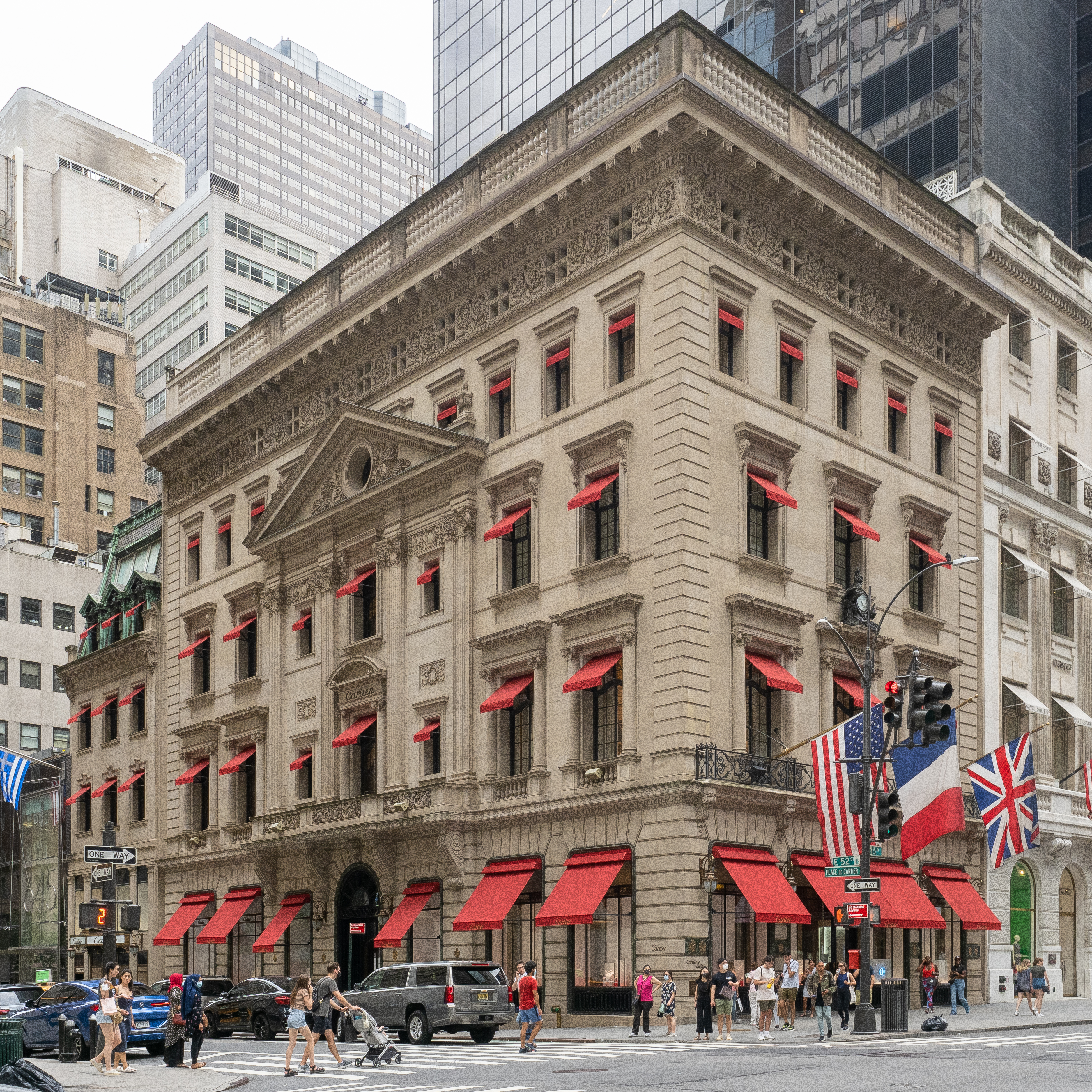
Casa de Morton F. Plant (1905)
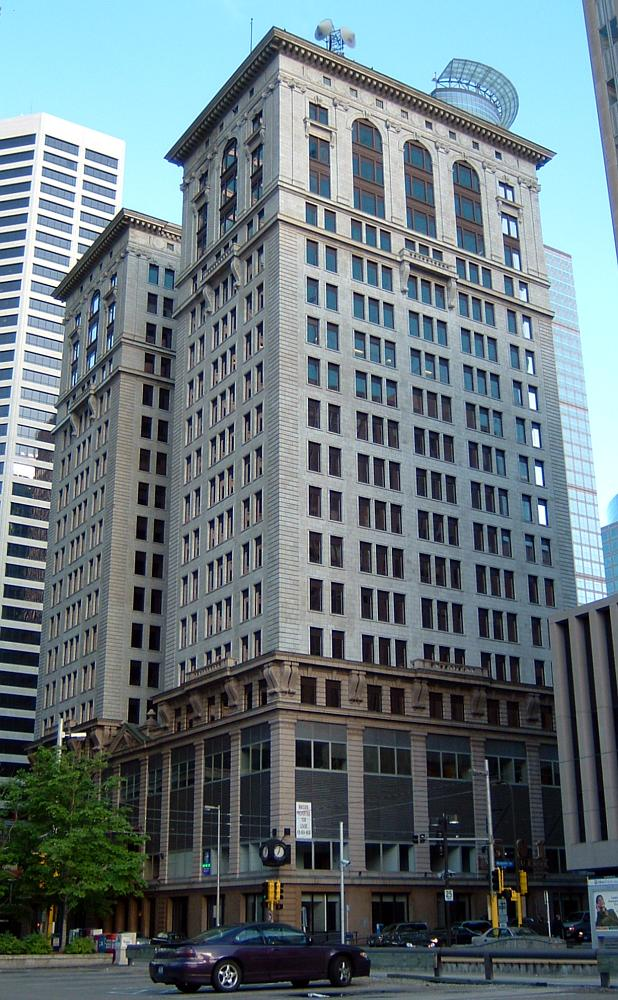
Soo Line Building (1915)